# 朝日温海道路
朝日温海道路（あさひあつみどうろ）は、新潟県村上市川端の朝日まほろばICから山形県鶴岡市大岩川のあつみ温泉ICに至る国道7号の延長40.8 km（キロメートル）の高規格幹線道路（高速自動車国道に並行する一般国道自動車専用道路）である。

## 概要
国道7号の自動車専用道路として整備が進められている。新潟県から山形県・秋田県を経由して青森県に至る延長約322 km（新潟空港IC - 青森IC）日本海沿岸東北自動車道の一部を構成する。新潟県区間は国土交通省北陸地方整備局新潟国道事務所および羽越河川国道事務所により、山形県区間は東北地方整備局酒田河川国道事務所により事業がすすめられている。

### 路線データ
- 起点 - 新潟県村上市川端（朝日まほろばIC）
- 終点 - 山形県鶴岡市大岩川（あつみ温泉IC）
- 延長 - 40.8 km（新潟県区間34.1 km、山形県区間6.7 km）
- 構造規格 - 第1種第3級
- 標準幅員 - 13.5 m（完成2車線）
  - 土工部 - 13.5 m
  - 橋梁部・トンネル部 - 12.0 m
- 設計速度 - 80 km/h

## 歴史
新潟県と青森県を日本海沿いに結ぶ日本海沿岸東北自動車道に平行する国道7号の一般国道自動車専用道路として事業化された。前後区間は高速自動車国道の新直轄方式として事業化され、2011年（平成23年）3月27日に神林岩船港IC - 朝日まほろばIC間が開通し、2012年（平成24年）3月24日にあつみ温泉IC - 鶴岡JCTが開通した。前後区間の整備が進むなか、ミッシングリンクとして残された県境区間は2012年（平成24年）に計画段階時評価が完了し、2013年（平成25年）5月15日に遊佐象潟道路と共に事業化された。
- 2011年（平成23年）8月23日 -  計画段階評価着手が決定
- 2012年（平成24年）1月23日 - 計画段階評価完了[5]
- 2012年（平成24年）12月25日 - 山形県区間都市計画決定（1・5・1号鼠ヶ関温海線）[6]
- 2013年（平成25年）1月18日 - 新潟県区間都市計画決定（1・5・4号朝日山北幹線道路）[7]
- 2013年（平成25年）5月15日 - 事業化[3]
- 2015年（平成27年）12月 - 用地買収着手
- 2017年（平成29年）9月 - 起工式

## 路線状況

### 主要構造物
進捗率：44%
いずれも仮称である。
- 新潟県
  - 塩野町川橋 - 延長23.2 m
  - 大須戸川橋
  - 1号トンネル - 延長1,007 m[11][12]
    - 貫通 - 2020年（令和2年）9月8日
    - 施工 - 鹿島・福田JV

  - 2号トンネル - 延長2,587 m
  - 3号トンネル - 延長1,192 m
  - 4号トンネル - 延長1,185 m[13]
    - 貫通 - 2023年（令和5年）12月19日
    - 施工 - 安藤ハザマ・不動テトラJV

  - 大毎トンネル - 延長約280 m
  - 北中トンネル - 延長約320 m
  - 5号トンネル - 延長1,712 m
  - 6号トンネル - 延長962 m
  - 7号トンネル - 延長888 m
  - 8号トンネル - 延長110 m
  - 9号トンネル - 延長332 m[14]
    - 貫通 - 2024年（令和6年）5月21日
    - 施工 - 鹿島

  - 碁石トンネル - 延長約350 m
  - 10号トンネル - 延長約130 m
  - 大川橋
  - 11号トンネル - 延長2,201 m
  - 中ノ沢川橋
  - 12号トンネル - 延長286 m
  - 13号トンネル - 延長約850 m
- 山形県
  - 鼠ヶ関川橋 - 延長120 m
  - 鼠ヶ関トンネル - 延長1,242 m
  - 北前沢川橋 - 延長約20 m
  - 早田トンネル - 延長401 m
  - 小岩川第1トンネル - 延長682 m
  - 出口沢川橋
  - 小岩川第2トンネル - 延長473 m
  - 巌沢川橋 - 延長約20 m
  - 大岩川トンネル - 延長1,058 m[15][8]
    - 貫通 - 2020年（令和2年）11月2日

## 地理

### 通過する自治体
- 新潟県
  - 村上市
- 山形県
  - 鶴岡市

### インターチェンジなど
| IC 番号               | 施設名         | 接続路線名                        | 備考                                 | 所在地       | 所在地       |
| --------------------- | -------------- | --------------------------------- | ------------------------------------ | ------------ | ------------ |
| E7 日本海東北自動車道 |                |                                   |                                      |              |              |
| 11                    | 朝日まほろばIC | 県道208号小揚猿沢線               | 道の駅朝日へのアクセス道路を整備予定 | 新潟県村上市 | 新潟県村上市 |
|                       | 大須戸IC       | 国道7号（現道）                   |                                      | 新潟県村上市 | 新潟県村上市 |
|                       | 大須戸第二IC   | 国道7号（現道）                   |                                      | 新潟県村上市 | 新潟県村上市 |
|                       | 北中IC         | 国道7号（現道）                   |                                      | 新潟県村上市 | 新潟県村上市 |
|                       | 勝木IC         | 国道7号（現道）                   |                                      | 新潟県村上市 | 新潟県村上市 |
|                       | 府屋IC         |                                   |                                      | 新潟県村上市 | 新潟県村上市 |
|                       | 鼠ヶ関IC       | 国道345号                         | 道の駅あつみを移転・併設予定         | 山形県鶴岡市 | 山形県鶴岡市 |
| 13                    | あつみ温泉IC   | 山形県道348号温海川木野俣大岩川線 |                                      | 山形県鶴岡市 | 山形県鶴岡市 |
| E7 日本海東北自動車道 |                |                                   |                                      |              |              |